# La cena del rey Baltasar
La cena del rey Baltasar es un auto sacramental del dramaturgo español Pedro Calderón de la Barca, escrita en 1632.

## Argumento
Ambientada en la Babilonia del siglo VI a.d., narra la historia, tal como la bíblica (en el Libro de Daniel) del rey Baltasar de Babilonia, hijo de Nabuconodosor II. El monarca, durante un banquete, profana los vasos sagrados, previamente saqueados por su padre en el Templo de Jerusalén. Un mensaje se escribe entonces en los muros de palacio por una mano misteriosa, mensaje que nadie es capaz de interpretar. Excepto Daniel, que recrimina al rey su actitud y predice su futura muerte. Las predicciones de Daniel se realizan.

## Representaciones destacadas
Entre los montajes de la pieza, llevados a escena en el siglo XX, pueden mencionarse los siguientes:
- Paseo de las Estatuas, Parque del Retiro, Madrid, 1939.[2]
  - Dirección: Luis Escobar.
  - Escenografía: Víctor María Cortezo
  - Intérpretes: José Franco, José María Seoane, Manuel Roa, Blanca de Silos, Josefa María Oliva.

- Teatro Español, Madrid, 1954.
  - Dirección: José Tamayo.
  - Escenografía: Sigfrido Burmann.
  - Intérpretes: Francisco Rabal, Asunción Balaguer, Asunción Sancho, José Bruguera, Pascual Martín, Ángel Terrón, Jacinto Martín, José Luis Heredia.

- Real Basílica de San Francisco el Grande, 1981.[3]
  - Dirección: José Tamayo.
  - Intérpretes: José María Rodero, Juan Ribó, Alfonso Godá, Marisa de Leza, Amparo Pamplona, Charo Soriano, Francisco Grijalvo.